# Бронетанковый корпус Индии
Бронетанковый корпус Индии (англ. Indian Army Armoured Corps) — род войск в сухопутных войсках Индии. Прослеживая свое происхождение от первого полка, сформированного в 1776 году, нынешний корпус был сформирован в 1947 году из двух третей личного состава и имущества Индийского бронетанкового корпуса Британской индийской армии. В настоящее время корпус состоит из 67 бронетанковых полков, включая полк Телохранителей президента (President’s Bodyguard (PBG)).

## Школа и центр
Школа и центр Бронетанкового корпуса (Armoured Corps School and Centre (ACC&S)) расположены в Ахмеднагаре, Махараштра. В 1921 году прибыло шесть рот бронеавтомобилей, а в 1924 году в Ахмеднагаре была создана школа Королевского танкового корпуса (Royal Tank Corps) для подготовки личного состава Королевского танкового корпуса. Эта школа была предшественницей Школы боевых машин (Fighting Vehicle School), которая начала обучать вождению и техническому обслуживанию. Школа боевых машин вместе с пулемётной школой, учебными полками, центром подготовки новобранцев, складом бронетанкового корпуса и архивами бронетанкового корпуса были объединены, чтобы сформировать нынешнюю школу и центр в 1948 году.

## День брони
Бронетанковый корпус Индии отмечает «День брони» 1 мая. Именно в этот день в 1938 году Синдский конный полк (Scinde Horse) стал первым полком, который спешился со своих лошадей и пересел на танки. Первой введённой в эксплуатацию техникой были лёгкие танки Vickers и бронеавтомобили Chevrolet.

## Соглашение об именовании бронетанковых полков
Названия полков отражают их историческое происхождение. Термины «кавалерийский» (Cavalry), «конный» (Horse) и «уланский» (Lancers) являются историческим наследием от изначального именования этих подразделений, когда они были частью армий президентств и/или позже Британской индийской армии. После обретения независимости Индии подобные полки уже не формировали.

## Состав бронетанковых полков
Полком бронетанкового корпуса командует офицер в звании полковника, который известен как комендант подразделения (Commandant of the Unit). Бронетанковый полк состоит из 3 сабельных эскадронов и штабного эскадрона. Каждым эскадроном командует майор. Он занимает должность командира эскадрона.
Всего в бронетанковом полку насчитывается от 45—50 танков. Каждый эскадрон состоит из 14—15 танков и одной бронированной эвакуационной машины. 3 танка приписаны к штабному эскадрону, включая танк командира полка. Каждый эскадрон состоит из четырёх взводов (troop), каждый из которых состоит из 3 танков.

## Чёрный берет
Офицеры и военнослужащие полков бронетанкового корпуса носят чёрные береты, в отличие от стрелковых беретов зелёного и синего цветов, которые носят полки других родов войск и служб соответственно. Чёрный берет придает танкисту особую индивидуальность в рядах армии.

## Бронетехника
Бронетанковый корпус СВ Индии в настоящее время оснащён следующими танками:
- Арджун — используемый вариант Mk.1.
- Т-90С
- Т-72M1, Ajeya Mk1/Mk2

## Список полков
Список полков, входящих в состав Бронетанкового корпуса Индии, выглядит следующим образом. Этот список составлен в соответствии с серийным номером подразделения, но не в порядке очередности сухопутных войск Индии. По традиции, каждый бронетанковый полк имеет своего собственного «полковника полка» (Colonel of the Regiment), почётную должность для старшего офицера, который курирует вопросы полка, касающиеся подразделения.
| Название                        | Оригинал               | Дата создания    |
| ------------------------------- | ---------------------- | ---------------- |
| Телохранители президента        | President’s Bodyguard  | 1773             |
| 1-й конный полк                 | 1st Horse              | 23 февраля 1803  |
| 2-й уланский полк               | 2nd Lancers            | 1809             |
| 3-й кавалерийский полк          | 3rd Cavalry            | 1822             |
| 4-й конный полк                 | 4th Horse              | 1857             |
| 5-й бронетанковый полк          | 5th Armoured Regiment  | 1 декабря 1983   |
| 6-й уланский полк               | 6th Lancers            | 1 февраля 1984   |
| 7-й лёгкий кавалерийский полк   | 7th Light Cavalry      | 1784             |
| 8-й лёгкий кавалерийский полк   | 8th Light Cavalry      | 23 октября 1787  |
| 9-й декканский конный полк      | 9th Deccan Horse       | 1790             |
| 10-й бронетанковый полк         | 10th Armoured Regiment | 16 апреля 1984   |
| 11-й бронетанковый полк         | 11th Armoured Regiment | 7 мая 1984       |
| 12-й бронетанковый полк         | 12th Armoured Regiment | 1 октября 1984   |
| 13-й бронетанковый полк         | 13th Armoured Regiment | 21 декабря 1984  |
| 14-й конный полк                | 14th Horse             | 8 августа 1839   |
| 15-й бронетанковый полк         | 15th Armoured Regiment | 1 марта 1985     |
| 16-й лёгкий кавалерийский полк  | 16th Light Cavalry     | 1776             |
| 17-й конный полк                | 17th Horse             | 15 июля 1842     |
| 18-й кавалерийский полк         | 18th Cavalry           |                  |
| 19-й бронетанковый полк         | 19th Armoured Regiment |                  |
| 20-й уланский полк              | 20th Lancers           | 10 июля 1956     |
| Центральноиндийский конный полк | Central India Horse    | 1857             |
| 41-й бронетанковый полк         | 41st Armoured Regiment | 1 июля 1980      |
| 42-й бронетанковый полк         | 42nd Armoured Regiment | 1 января 1981    |
| 43-й бронетанковый полк         | 43rd Armoured Regiment | 1981             |
| 44-й бронетанковый полк         | 44th Armoured Regiment | 15 декабря 1981  |
| 45-й кавалерийский полк         | 45th Cavalry           | 16 мая 1965      |
| 46-й бронетанковый полк         | 46th Armoured Regiment | 1 июля 1982      |
| 47-й бронетанковый полк         | 47th Armoured Regiment | 15 ноября 1982   |
| 48-й бронетанковый полк         | 48th Armoured Regiment | 1 декабря 1982   |
| 49-й бронетанковый полк         | 49th Armoured Regiment | 1 октября 1983   |
| 50-й бронетанковый полк         | 50th Armoured Regiment | 1989             |
| 51-й бронетанковый полк         | 51st Armoured Regiment | 15 июля 1989     |
| 52-й бронетанковый полк         | 52nd Armoured Regiment | 1 февраля 1994   |
| 53-й бронетанковый полк         | 53rd Armoured Regiment | 1 апреля 2002    |
| 54-й бронетанковый полк         | 54th Armoured Regiment | 1 июля 2010      |
| 55-й бронетанковый полк         | 55th Armoured Regiment |                  |
| 56-й бронетанковый полк         | 56th Armoured Regiment | 1 октября 2011   |
| 57-й бронетанковый полк         | 57th Armoured Regiment |                  |
| 58-й бронетанковый полк         | 58th Armoured Regiment | 1 октября 2014   |
| 59-й бронетанковый полк         | 59th Armoured Regiment |                  |
| 60-й бронетанковый полк         | 60th Armoured Regiment | 2019             |
| 61-й кавалерийский полк         | 61st Cavalry           | 1 октября 1953   |
| 62-й кавалерийский полк         | 62nd Cavalry           | 31 марта 1957    |
| 63-й кавалерийский полк         | 63rd Cavalry           | 2 января 1957    |
| 65-й бронетанковый полк         | 65th Armoured Regiment | 1 сентября 1966  |
| 66-й бронетанковый полк         | 66th Armoured Regiment | 1 сентября 1966  |
| 67-й бронетанковый полк         | 67th Armoured Regiment | 15 сентября 1967 |
| 68-й бронетанковый полк         | 68th Armoured Regiment | 1 марта 1968     |
| 69-й бронетанковый полк         | 69th Armoured Regiment | 1 октября 1968   |
| 70-й бронетанковый полк         | 70th Armoured Regiment | 11 февраля 1968  |
| 71-й бронетанковый полк         | 71st Armoured Regiment | 1 января 1971    |
| 72-й бронетанковый полк         | 72nd Armoured Regiment | 1 июля 1971      |
| 73-й бронетанковый полк         | 73rd Armoured Regiment | 3 декабря 1971   |
| 74-й бронетанковый полк         | 74th Armoured Regiment | 1 июн 1972       |
| 75-й бронетанковый полк         | 75th Armoured Regiment | 12 марта 1972    |
| 76-й бронетанковый полк         | 76th Armoured Regiment | 21 марта 1985    |
| 81-й бронетанковый полк         | 81st Armoured Regiment | 1 октября 1975   |
| 82-й бронетанковый полк         | 82nd Armoured Regiment | 1 октября 1973   |
| 83-й бронетанковый полк         | 83rd Armoured Regiment | 1 января 1976    |
| 84-й бронетанковый полк         | 84th Armoured Regiment | 1 июля 1976      |
| 85-й бронетанковый полк         | 85th Armoured Regiment | 1 октября 1976   |
| 86-й бронетанковый полк         | 86th Armoured Regiment | 1 марта 1977     |
| 87-й бронетанковый полк         | 87th Armoured Regiment | 1 июля 1979      |
| 88-й бронетанковый полк         | 88th Armoured Regiment | 1979             |
| 89-й бронетанковый полк         | 89th Armoured Regiment | 1 февраля 1980   |
| 90-й бронетанковый полк         | 90th Armoured Regiment | 15 августа 1979  |